# Glyceriformia
Glyceriformia é um grupo homogêneo de Phyllodocida que inclui os grupos Glyceridae (também chamado de “vermes de sangue”) e Goniadidae, Lacydoniidae e Paralacydoniidae. É um grupo considerado monofilético e com uma certa uniformidade de características. Contudo, é razoável dizer que existe uma variação no tamanho corporal desse grupo, de 1-50 cm, e na coloração. Os indivíduos pertencentes a esse grupo possuem uma cutícula com brilho iridescente e o seu corpo tende a ser achatado em secção transversal, principalmente nas regiões mais anterior e mais posterior.

## Morfologia e fisiologia
O prostômio forma um cone alongado anulado com mais de 30 anéis ( indistintas, no caso de Gonioda cargoesis). No final de cada prostômio há um par de apêndices cirroformes, chamadas de antenas, por alguns autores.
Os olhos são ausentes estão ausentes em  adultos de Glyceridae, enquanto em Gonidiadae, pode haver de 0-2 pares de olhos. A antena, de maneira geral, está ausente. Os órgãos nucais aparecem como "bulbos" postero-laterais, a cada lado do prostômio. Já o peristômio é limitado a região da  boca e para segmentos igualmente chaetiger. Os segmentos mais anteriores tendem a possuir um parapódio mais simples do que os demais.
Em Glyceriformia, os segmentos tendem a ser divididos em dois ou três anéis; e em Goniadidae,  pode haver uma diferença entre os segmentos anterior, medianos e posteriores, bem como um par de cirros pigidiais. Uma característica marcante é que o ânus está presente, mas não é funcional (o animal regurgita o alimento), embora não se saiba  se essa característica é de fato uma sinapomorfia para todos os  Glyceriformia
De forma geral, a faringe é uma  probóscide axial muscular, e pelo menos, em Glyceridae, é nítido que ela pode ser evertida. Em Glyceridae, há quatro mandíbulas recurvadas no final da proboscide, associadas a glândula de veneno, e com ailerons (placas mandibulares acessórias). Em contrapartida, em Goniadidae, o final da probóscide é uma série de  dentículos (macrogntas e  micrognatas), que formam juntos um anel de dentículos em torno da abertura, chamada de chevrons. Por conseguinte, diferenças nas papilas e nos dentículos tem valor taxonômico.
Glyceridae não possui um Sistema Circulatório , o pigmento respiratório é localizado em eritrócitos discoides livres no celoma.
Já a excreção é feita dentro dos  órgãos segmentares que são classificados como proto nefridiais e ocorrem ao longo da maior parte do corpo.

## Reprodução e Desenvolvimento

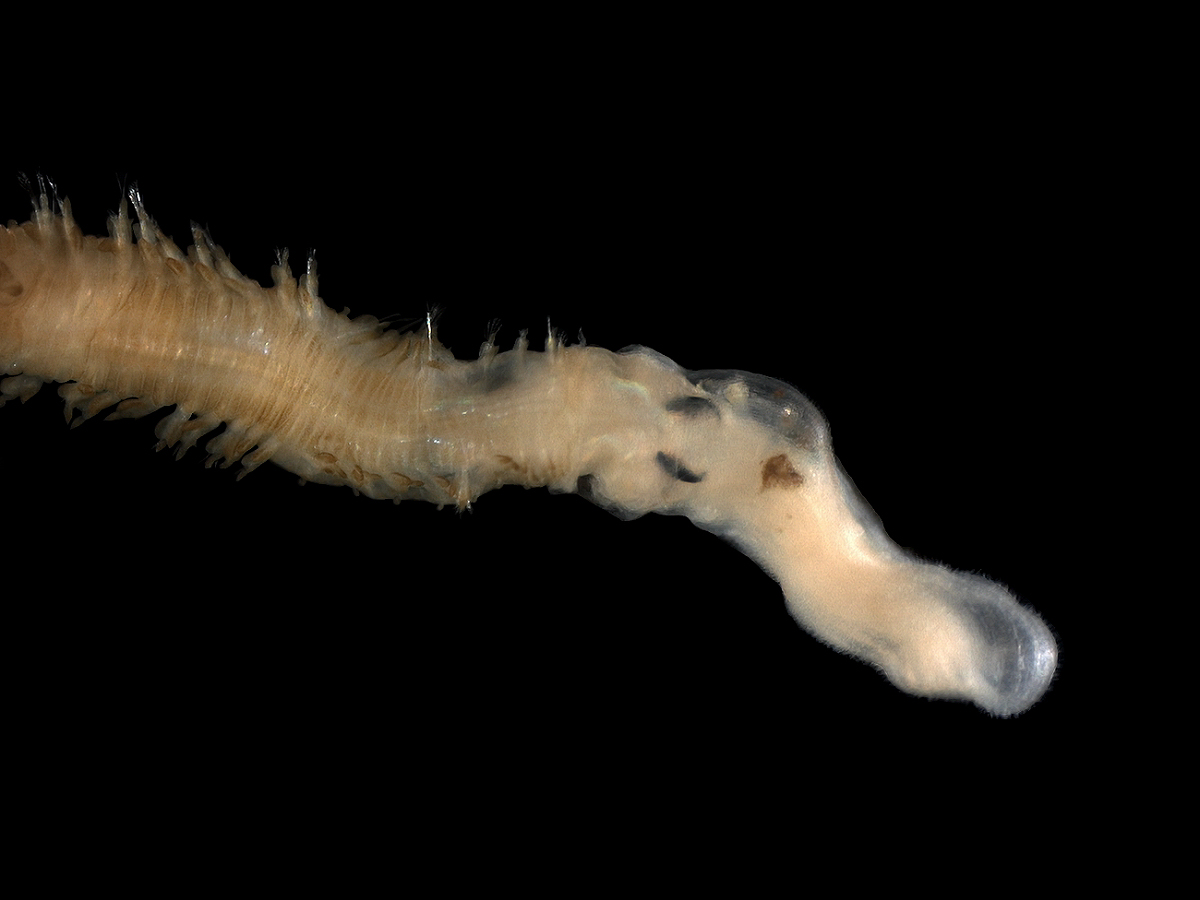
Glycera lapidum (Fonte: Hans Hillewaert (2005))

Até onde se sabe, Glycridae é um grupo monoico. Um estudo desenvolvido no ano de 1970, descreve o desenvolvimento morfológico dos indivíduos da espécie Glycera alba, afirmando que esses organismos passam por uma série de  transformações irreversíveis que marcam o início de sua maturidade,  incluindo uma atrofia do tubo digestório e um desenvolvimento maior do parapódio, deixando-o com maior capacidade de movimento e longas cerdas quitinosas.
Estudos feitos  em relação à reprodução de Glycera dibranchiata  mostram que existe a deposição de gametas em diferentes parte do  corpo, através da probóscide e  da ruptura da parede do corpo através da extremidade posterior. Esses organismos morrem  após o período de troca de gametas e desova,e por isso, esse processo é denominado "ghost warms" ( vermes fantasmas).
É importante mencionar a existência da larva   planctotrófica, no grupo dos Glyceridae , em contrapartida, o grupo Gonidiadae possui uma larva lecithotrófica.

## História Natural
Tanto indivíduos do grupo Glyceridae como os Gonidiadae (em outras palavras, organismos do grupo Glyceriformia, em geral) estão presentes da zona de entremarés até as zonas abissais e aparece comumente como formas infaunais, escavadores de galeria, embora sejam epibentônicos, vivendo sobre o substrato.

## Alimentação
Estudos demonstram a existência de  indivíduos detritívoros (como o Glycera dibranchiata) e carnívoros (como Glycera alba).

## Interesses econômicos
A espécie Glycera dibranchiata tem importância como isca pesqueira ao longo da costa do Pacífico e do Atlântico na  América do Norte.

## Sistemática
Glyceriformia é um clado que engloba tanto Glyceridae e Goniadidae, Paralacydoniidae e Lacydoniidae. Em Glyceridae, até agora foram descritos 42 espécies, sendo que 36 dessas estão no gênero Glycera,  cinco em Hemipodia. um está em Glycerella. Já Goniadiadae é comumente dividido em 10 gêneros e 65 espécies, sendo que os gêneros de maior riqueza de espécies são Goiniada e Glycinde com respectivamente, 35 e 25 espécies
É importante mencionar que dados morfológicos e genéticos, mais recentes, evidenciam que o grupo formado por Glyceridae e Goniadidae é monofilético

## Fósseis
Existem alguns registros fósseis de Glycera do período Triássico (Mierzejewska e Mierzejewki 1977)13. No ano de 1974, Szaniawski descobriu fósseis tanto de Glycera, quanto de Goniada, do período Jurássico. Contudo, alguns registros de Goniadidae forma descritos como pertencentes ao Carboníforo (Thompson 1979, Fitzhurg et al. 1997) e aparentemente são os grupos mais recentes de Glyceriformia. Não há na literatura informações acerca de registros fósseis no Brasil
Ademais, os fósseis demonstram que o padrão morfológicos de Glyceriformia permanece inalterado desde o carbonífero e seus escalecodontes (tradução para Scolecodonts) como registro fóssil, sendo importante, portanto, à geologia.